# Seriff

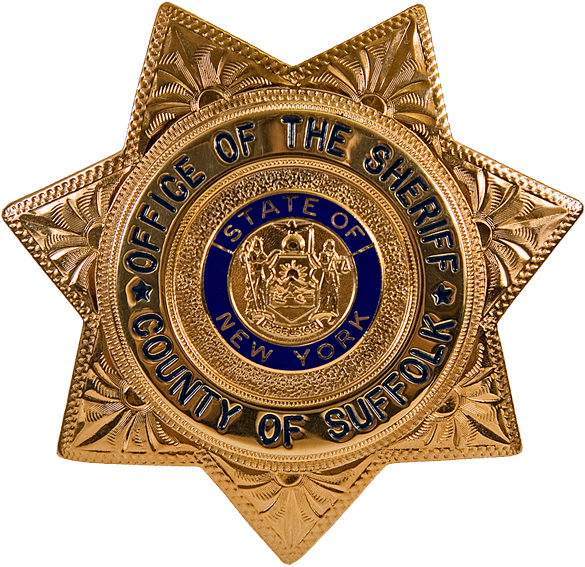
Amerikai seriff-csillag

A seriff (angolul sheriff) az angolszász országokban egy speciális tisztviselő elnevezése, aki jogi és rendőri feladatokat is elláthat. Eredetileg városbíró, ma az Egyesült Királyságban a legtöbb tartományban ez bírói vagy jelképes királyi biztosi tisztséget jelöl.
Az Amerikai Egyesült Államokban a seriff szerepe államonként változó, legtöbbször azonban egy adott régió rendőrfőnöke. A legtöbb esetben választott, az önkormányzatnak van alárendelve. (Az Egyesült Államokban hagyomány, hogy a rendőrség vezetője választott tisztviselő.) 
Az amerikai rendészeti struktúra bonyolult, a seriff (önkormányzati rendőrség) mellett általában léteznek állami rendőrségek is, több államban közigazgatási egységenként, ez alatt legtöbbször megye (county) értendő, az állami rendőrség (State Police vagy State Highway Patrol) és a seriffhivatal egymás mellett létező rendőri szervek, helyenként más-más, helyenként kvázi azonos jogkörrel. Van, ahol a seriff pusztán rendfenntartást és például útellenőrzést lát el; és van, ahol ő az úgymond „teljes jogú” rendőrség, és az állami rendőrség jogköre korlátozódik a fent említett tevékenységekre. Az Egyesült Államokban szövetségi szinten általános jogkörű rendőrség nem létezik, csak főként a Szövetségi Igazságügyminisztériumnak alárendelt speciális rendőri szervek (FBI, US Marshall Service, ATF, DEA stb.), ezek közül legismertebb és leggyakrabban tevékenykedő szerv az FBI (Szövetségi Nyomozóiroda, Szövetségi Bűnügyi Rendőrség). 